# Sanctus
Pour les articles homonymes, voir Sanctus (homonymie).

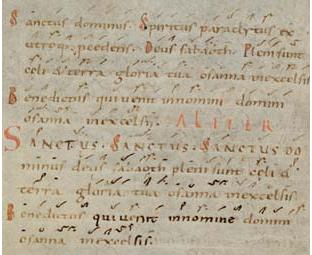
Texte du Sanctus dans un manuscrit du XIe siècle.

Le Sanctus est l'une des principales acclamations dans les Églises dites « des origines », c'est-à-dire principalement les catholiques et les orthodoxes. On trouve ses deux premiers vers à l'intérieur du Te Deum. Le mot « Saint » est répété trois fois pour magnifier la louange à Dieu et Lui rendre gloire.

## Origine

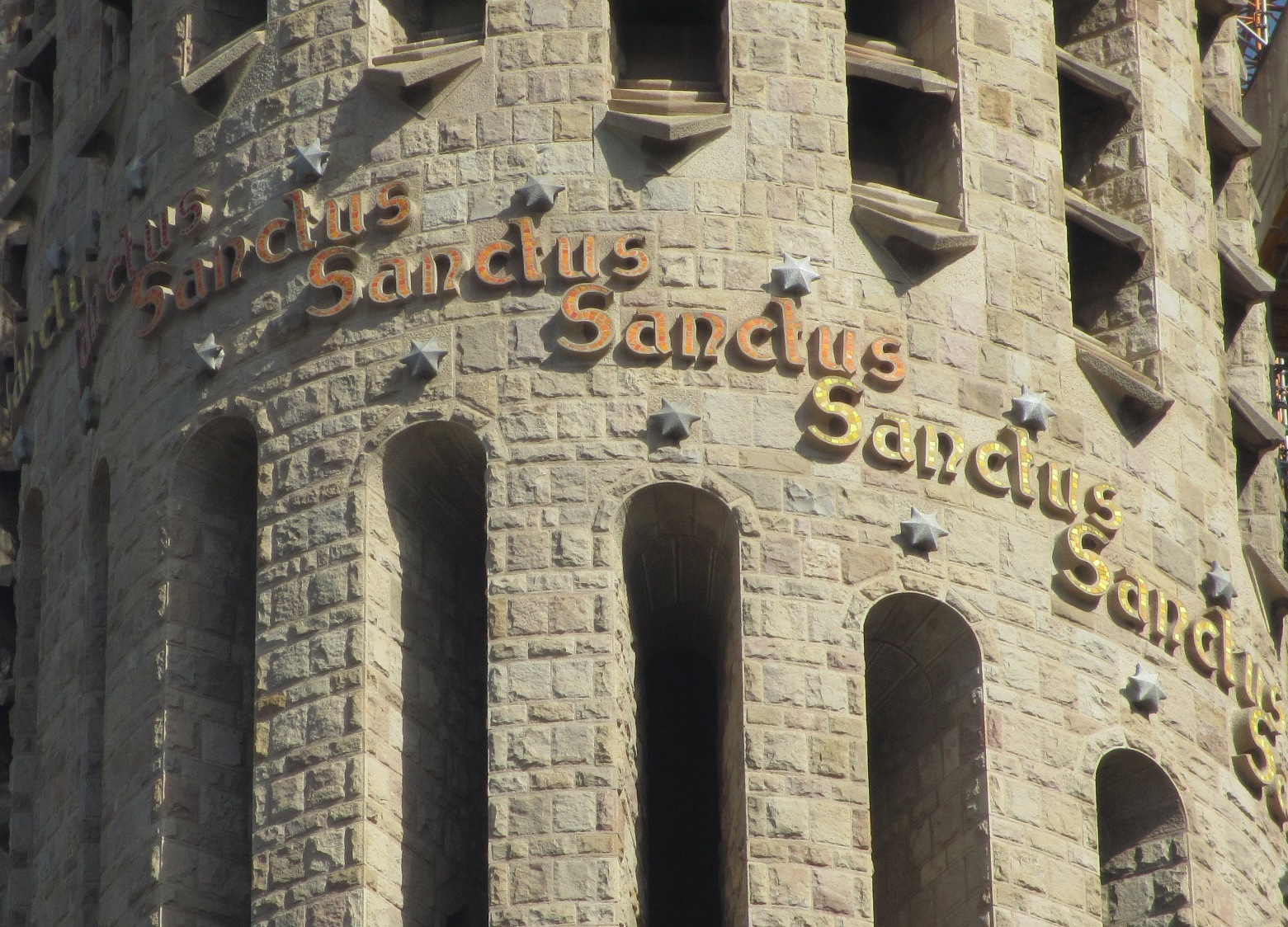
L'une des tours de la Sagrada Família, à Barcelone, ornée du mot Sanctus.

Le Sanctus est le cantique de la liturgie céleste, cité dans l'Apocalypse (Ap 4,8), en écho à l'Ancien Testament.
La première partie de ce chant vient en effet du Livre d'Isaïe (Es 6,3), lorsque le prophète Isaïe entend les séraphins le chanter devant le « Seigneur Sabaoth », c’est-à-dire Seigneur des armées célestes, qui exécutent ses ordres pour gouverner l'univers. Dans le judaïsme, cette prière est la troisième bénédiction de la Amida :
קָדוֹשׁ קָדוֹשׁ קָדוֹשׁ ה' צְבָאוֹת מְלֹא כָל הָאָרֶץ כְּבוֹדוֹ
Kadosh Kadosh Kadosh Adonai Tz'vaoth M'lo Khol Ha'aretz K'vodo.
« Saint, Saint, Saint, le Seigneur des multitudes, la terre entière est remplie de sa gloire (Is 6:3). »
Le mot Tz'vaoth (Sabaoth) signifie plus que « armées » : il désigne toutes les multitudes organisées, les armées entre autres. Le fait d'introduire l'idée d'armée introduit une incompréhension qu'on cherche alors à lever en ajoutant des adjectifs comme ici « célestes ». D'ailleurs, plus aucune traduction récente de la Bible (Bible de Jérusalem, TOB, Chouraqui, La Bible de Bayard Presse) ne reprend le terme « armées », Chouraqui laisse « Sabaoth », et les autres parlent de « Dieu Maître de tout », « Dieu tout-puissant » ou des équivalents, comme dans la messe en français « Dieu de l'univers ».
La deuxième partie du Sanctus vient de l'acclamation des rameaux (Mt 21:9).
Le Sanctus est parfois nommé Epinikios hymnos' (ἐπινίκιος ὕμνος, « hymne de victoire »). Il se trouve dans toutes les liturgies orientales et latines. Il a été introduit dans la messe dès le IIe siècle, et sa forme n'a pratiquement pas changé.

## Texte de la prière
Le texte de cette prière connait quelques variations selon son usage dans les différents rites existants.

### Rite romain

#### Français
Saint ! Saint ! Saint, le Seigneur, Dieu de l'univers !

Le ciel et la terre sont remplis de ta gloire.

Hosanna au plus haut des cieux !

Béni soit celui qui vient au nom du Seigneur.

Hosanna au plus haut des cieux !

#### Latin
Sanctus, Sanctus, Sanctus Dóminus Deus Sábaoth.

Pleni sunt caeli et terra glória tua.

Hosánna in excélsis.

Benedíctus qui venit in nómine Dómini.

Hosánna in excélsis.

### Rite mozarabe
La version du rite mozarabe comporte des vestiges d'une plus ancienne forme avec la dernière phrase demeurée en grec.
Sanctus, Sanctus, Sanctus Dóminus Deus Sábaoth :

Pleni sunt caeli et terra glória maiestatis tuae,

Hosánna filio David.

Benedictus qui venit in nómine Dómini.

Hosánna in excélsis.

Agios, agios, agios Kyrie o Theos.

### Rite byzantin
La version, donnée ici en langue grecque, est celle utilisée aussi bien dans la divine liturgie de saint Jean Chrysostome que celle de saint Basile.
Ἅγιος, ἅγιος, ἅγιος Κύριος Σαβαώθ·

πλήρης ὁ οὐρανὸς καὶ ἡ γῆ τῆς δόξης σου,

ὡσαννὰ ἐν τοῖς ὑψίστοις.

Εὐλογημένος ὁ ἐρχόμενος ἐν ὀνόματι Κυρίου.

Ὡσαννὰ ὁ ἐν τοῖς ὑψίστοις.

### Rite de l'Église de Jérusalem
Cette version diffère très peu de celle utilisée dans le rite byzantin, seul l'article masculin ὁ ne figure pas dans la dernière phrase.
Ἅγιος, ἅγιος, ἅγιος Κύριος Σαβαώθ.

Πλήρης ὁ οὐρανὸς καὶ ἡ γῆ τῆς δόξης σου.

Ὡσαννὰ ἐν τοῖς ὑψίστοις.

Εὐλογημένος ὁ ἐρχόμενος ἐν ὀνόματι Κυρίου.

Ὡσαννὰ ἐν τοῖς ὑψίστοις.

## Liturgie catholique

### Fonction dans le rite romain
Dans la messe de l'Église romaine, le Sanctus est introduit par la Préface de la Prière eucharistique, à la fin de laquelle le prêtre célébrant invite les fidèles à participer à cette acclamation, en précisant sa raison, comme dans le Préface I des Apôtres :

« Vere dignum et iustum est, aequum et salutáre, nos tibi semper et ubíque grátias ágere: Dómine, sancte Pater, omnípotens aetérne Deus: Qui gregem tuum, Pastor aetérne, non déseris, sed per beátos Apóstolos contínua protectióne custódis, ut iísdem rectóribus gubernétur, quos Fílii tui vicários eídem contulísti praeésse pastóres. Et ídeo cum Angelis et Archángelis, cum Thronis et Dominatiónibus, cumque omni milítia caeléstis exércitus, hymnum glóriae tuae canimus, sine fine dicentes:
Vraiment, il est juste et bon de te rendre gloire, de t'offrir notre action de grâce, toujours et en tout lieu, à toi, Père très saint, Dieu éternel et tout-puissant. Tu n'abandonnes pas ton troupeau, Pasteur éternel, mais tu le gardes par les Apôtres sous ta constante protection ; Tu le diriges encore par ces mêmes pasteurs qui le conduisent aujourd'hui au nom de ton Fils. C'est par lui que les anges célèbrent ta grandeur, que les esprits bienheureux adorent ta gloire, que s'inclinent devant toi les puissances d'en haut et tressaillent d'une même allégresse les innombrables créatures des cieux. À leur hymne de louange, laisse-nous joindre nos voix pour chanter et proclamer: »

Selon l'article 79b de la Présentation Générale du Missel Romain, il faut qu'en tant qu'acclamation, le Sanctus, qui est une partie de la prière eucharistique soit chanté par toute l'assemblée, à savoir tout le peuple avec le prêtre. Si l'on ne le chante pas, il est nécessaire que l'assemblée le dise à voix haute (article 148).

### Particularité duSanctusdans la messe
Dans la célébration de la messe, parfois l'exécution du Sanctus connaissait, quel que soit le type de musique, une particularité : celui-ci était fréquemment fragmenté, sans être chanté directement jusqu'à la fin. Surtout en France, il y avait un remplacement. Après le verset Benedictus, la schola se taisait, pendant que le célébrant élevait l'hostie. Puis, le chœur recommençait le chant, mais au lieu du deuxième Hosanna, il s'agissait du motet O salutaris Hostia de Thomas d'Aquin. 
La Présentation Générale du Missel Romain ne précise pas au regard de cette fragmentation. L'article 366 exprime simplement : « Il n'est pas permis du substituer d'autres chants aux chants placés dans la liturgie de la messe, comme l'Agnus Dei (Agneau de Dieu). ». Dans quelques établissements, la fragmentation du Sanctus reste, en fait, en usage. Mais avec l'article 79b, déjà mentionné au-dessus, il est probable que la fragmentation avec une distribution différente, manière traditionnelle et assez esthétique, n'est plus recommandé.

#### Cérémonial de Clément VIII(1600)
Si, au Moyen Âge, il n'existait aucune centralisation de la liturgie présidée par Rome, la Réforme protestante provoqua une réaction considérable de l'Église catholique. D'une part, à la suite du concile de Trente, le texte de la messe y compris celui du Sanctus fut officiellement fixé avec la publication du missel romain révisé et publié en 1570. Puis, après plus de trente ans de préparation, le dit cérémonial de Clément VIII, premier cérémonial de l'Église, fut sorti en 1600. Quoique celui-ci admît la liturgie locale supplémentaire, la façon de l'exécution du Sanctus était désormais effectivement canalisée, en détail, dans ce grand guide liturgique. 
Ce document recommandait, lors de la célébration solennelle, que le Sanctus soit chanté en alternance avec l'orgue : In Missa solenni, pulsatur... ad Sanctus, alternatim. En soulignant la richesse de la musique sacrée de l'Église, cette manière était également mentionnée pour les Kyrie, Gloria in excelsis Deo et Agnus Dei, afin de lutter contre le calvinisme qui interdisait toute la forme de musique liturgique. D'où, Guillaume-Gabriel Nivers, François Couperin écrivirent leurs pièces pour l'orgue, dans cette optique.
Toutefois, on trouve une contradiction dans le chapitre de la messe. L'ouvrage précisait en effet que la schola devait poursuivre le Sanctus jusqu'au Benedictus sans interruption : Chorus prosequitur cantum usque ad Benedictus exclusive. Puis les chantres devaient attendre sans chanter, jusqu'à ce que le célébrant finisse l'élévation du calice et du ciboire. Donc, d'après ce chapitre, le Sanctus devait être chanté sans orgue, jusqu'au Benedictus inclus. Si l'on ignore la raison de cette confusion, cette façon était adaptée à la tradition en France et ailleurs. Cette version aurait été ajoutée, soit par erreur, soit faute d'accord. Quoi qu'il en soit, les organistes français bénéficiaient du chapitre précédent admettant l'alternance.
On peut expliquer cependant pourquoi : si l'on chantait Sanctus en plusieurs fragments avec une distribution vocale différente, il était vraiment difficile à l'exécuter en alternance avec l'orgue. De fait, Girolamo Frescobaldi, le musicien le plus fidèle à ce cérémonial et qui sortit les Fiori musicali en 1635, n'écrivait que des toccata en faveur de l'Élévation. En conséquence, à Rome, la schola chantait le Sanctus jusqu'au Benedictus. Puis après l'Élévation accompagnée d'une toccata, elle reprenait le deuxième Hosanna en grégorien ou en faux-bourdon. La messe de Giacomo Carissimi respectait parfaitement cette manière.
En résumé, l'exécution du Sanctus au XVIIe siècle subissait une variété considérable.

#### Inter pastoralis officii sollicitudes(1903)
À la suite de l'élection de nouveau pape Pie X et publication du motu proprio Inter pastoralis officii sollicitudes en 1903, le chant grégorien devint chant officiel de l'Église.
Dans l'histoire de l'Église en Occident, ce pape acheva, pour la première fois après Charlemagne, la centralisation de la liturgie en bénéficiant de l'officialisation de ce chant. En conséquence, l'article 8 de ce motu proprio interdisait la modification des textes et même l'ordre des textes. Cependant, en raison d'une longue tradition, cet article admettait, en tant qu'exception facultative, que l'on ajoute un motet à la suite du Benedictus ou un petit motet après le chant de l'offertoire. À savoir, encore le Sanctus pouvait-il être enrichi par une pièce supplémentaire.
Ainsi, la célèbre hymne Panis Angelicus de César Franck était, à l'origine, un motet de l'élévation dans la Messe à trois voix (op. 12, 1860), insérée entre les Sanctus et Agnus Dei. Cette composition satisfaisait si aisément le motu proprio que l'éditeur fit sortir, en 1909, une version de grand orchestre, qui est désormais souvent en usage.

### Œuvre
Le Sanctus est normalement composé avec d'autres pièces dans l'ordinaire de la messe, à savoir les Kyrie, Gloria, Credo ainsi que Agnus Dei. En effet, l'Église exige l'unité musicale des œuvres. Ainsi, l'article 11a du motu proprio Inter pastoralis officii sollicitudes (1903) demandait aux musiciens de composer la messe sous forme d'unité et interdisait une seule pièce séparée. 
En revanche, au regard du chant grégorien, chaque série de la messe (messe I - messe XVIII) possède certes le même caractère, adapté à la variété d'usages liturgiques. Toutefois, achevé au début du XXe siècle sous le même pape Pie X († 1914), ce groupement n'indique ni origine commune ni datation identique de composition.     
Il est vrai que pour le Sanctus, plusieurs musiciens aussi composaient leurs pièces sous influence de la particularité de l'exécution du Sanctus, en fragments. Ainsi, on entend notamment cette caractéristique dans les œuvres de Marc-Antoine Charpentier et encore celles de Joseph Haydn. Charpentier composa, en effet, ses 48 petits motets pour l'Élévation de l'hostie (H233 - H280) afin de répondre au besoin de la messe à l'époque. Par conséquent, le Sanctus devait être divisé, de sorte que ce petit motet de l'Élévation soit chanté entre les Sanctus et Benedictus. Haydn, quant à lui, adoptait généralement deux grandes parties, subdivisées en quatre : I. Sanctus et Pleni ; II. Benedictus et Hosanna. Mais, cette structure traitée se trouve déjà dans la polyphonie franco-flamande à partir du XVe siècle, telles les œuvres de Guillaume Dufay, de Jean Ockeghem, de Josquin des Prés. Parfois, le deuxième Hosanna possédait une autre mélodie avec laquelle la pièce se composait de cinq parties.    
D'ailleurs, dans la messe de Giacomo Carissimi, les derniers versets Benedictus qui venit in nomine Domini. Hosanna in excelsis ! est chanté en grégorien selon le cérémonial de Clément VIII. Étant à Rome, le compositeur était profondément lié au Saint-Siège. À cette époque-là, sous le règne de Louis XIV, quelques musiciens tel Henry Du Mont connaissaient un succès considérable en publiant leur plain-chant musical. Ce dernier, imitant le chant grégorien, n'était autre que la musique contemporaine, en mode majeur ou mode mineur. La tradition musicale était encore respectée en faveur du Requiem de Gabriel Fauré, manquant de Benedictus. Chaque fois que le verset se succède, le compositeur donnait une autre mélodie différente.
Si l'on consulte la notation du chant grégorien, il est facile à trouver que cette diversité du Sanctus était déjà annoncée dans la composition de ce chant ancien.

#### Chant vieux-romain
Découvert en 1952 à Londres, le dit Graduel de Sainte-Cécile du Transtévère, copié à Rome en 1071, contient plusieurs Sanctus en vieux-romain, chant officiel papal jusqu'au début du XIIIe siècle. Dans ce précieux manuscrit, chaque Sanctus possède son propre texte, parfois renforcé de l'antienne (A) ou du verset (V). Donc, l'usage du Sanctus vieux-romain n'était pas nécessairement universel, mais adapté à la célébration particulière. 
- Graduel de Sainte-Cécile du Transtévère, manuscrit Bodmer 74 (1071) : [manuscrit en ligne]

#### Répertoire du chant grégorien

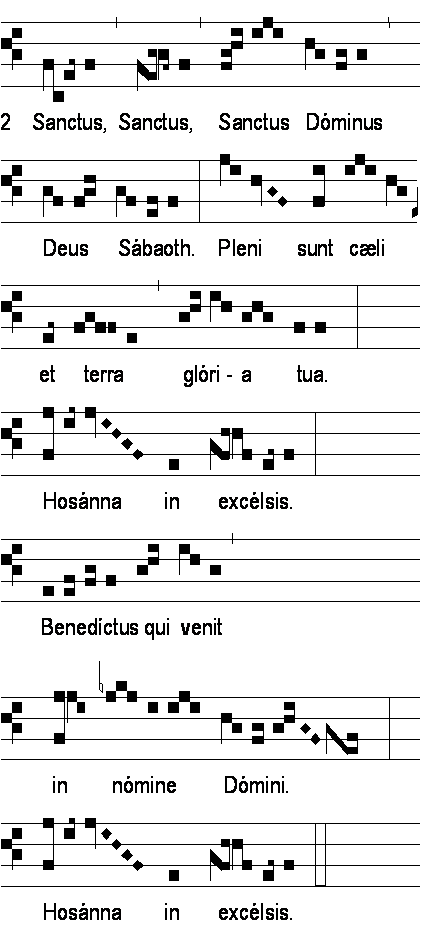
Notation du Sanctus XI duquel le manuscrit le plus ancien remonte au XIe siècle.

Le Sanctus dans le répertoire actuel du chant grégorien compte dix-huit versions, choisies par le Saint-Siège au début du XXe siècle. Parmi eux, ces pièces sont plus fréquemment exécutées : 
- Sanctus I (Xe siècle[ll 1]) : Sanctus a-b-c ; Hossanna a-b
- IV (XIe siècle[ll 2]) : Sanctus a-b-a ; Hosanna a-a'
- VIII (XIe ou XIIe siècle[ll 3]) : Sanctus a-b-c ; Hosanna a-b
- IX (XVIe siècle[ll 4]) : Sanctus a-b-c ; Hosanna a-b
- XI (XIe siècle[ll 5], voir la notation à droite) : Sanctus a-b-c ; Hosanna a-a
- XVII (XIe siècle[ll 6]) : Sanctus a-b-a ; Hosanna a-a
- XVIII (XIIIe siècle[ll 7]) : Sanctus a-a-b ; Hosanna a-b

La période de leur composition variait considérablement, entre le Xe siècle (à savoir, dans quelques manuscrits les plus anciens en neumes) et le XVIe siècle (Sanctus IX). Ce dernier n'est, donc, autre qu'un chant néo-grégorien. Pour les mélodies simples, le Saint-Siège choisissait les Sanctus XV, XVI et XVIII, dans le Kyriale vatican.
Toutefois, lorsque l'on analyse la notation du Sanctus XVIII syllabique, facile à chanter, sa composition est effectivement nuancée, en évitant la répétition. Le compositeur donnait une mélodie différente au troisième Sanctus (tel le Te Deum) tandis que la mélodie du premier Hosanna et celle du deuxième sont différentes. « Sanctus Dominus », « Pleni sunt », « Hosanna » et « Benedictus » étaient certes composés selon une formule mélodique commune. Nonobstant, leurs mélodies ne sont pas identiques, c'est-à-dire modifiées et adaptées aux mots différents. Donc, il n'existe aucune répétition dans ce Sanctus très simple, sauf les premiers deux mots Sanctus. De même, d'autres pièces possèdent leur composition très variée, avec Sanctus a-a-b, a-b-a ou a-b-c. Le Sanctus I, le plus ancien et trouvé dans des manuscrits du Xe siècle, se compose de Sanctus a-b-c et de Hosanna a-b. Pour la plupart des Sanctus, deux Hosanna possèdent normalement deux mélodies différentes. On peut dire que les Sanctus respectent effectivement la grammaire musicale du chant grégorien (à savoir chant en prose), quelle que soit l'époque de composition. 
Si les Hosanna du Sanctus XI, à droite, sont exceptionnellement identiques, l'œuvre du XIe siècle était bien développée avec le style neumatique, mais pas difficile à chanter pour les fidèles.
- Sanctus I [écouter en ligne avec notation]
- Sanctus XI [écouter en ligne avec notation]
- Sanctus XVIII [écouter en ligne avec notation]

Par ailleurs, le Sanctus XVII devint base de la composition de celui de la Messe de Notre Dame, composé par Guillaume de Machaut, au-dessous.

#### Moyen Âge
- Guillaume de Machaut (vers 1300 - † 1377) : Messe de Notre Dame [écouter en ligne]
- Guillaume Dufay (vers 1400 - † 1474) : Messe L'Homme armé [écouter en ligne (Sanctus)] [(Benedictus)]
- Jean Ockeghem (vers 1420 - † 1497) : Missa Prolationum [écouter en ligne]

#### Renaissance
- Jean Mouton (1459 - † 1522) : Messe Alléluja [écouter en ligne]
- Giovanni Pierluigi da Palestrina (1525 - † 1594) : Messe du Pape Marcel (1562) [écouter en ligne]
- William Byrd (1539 - † 1623) : Messe pour 4 voix (vers 1592) [écouter en ligne (Sanctus)] [(Benedictus)]

#### Musique baroque
- Giacomo Carissimi (1605 - † 1674) : Messa Sciolto havean dall' alte sponde à 5 voix (après 1653) [écouter en ligne]
- Henry Du Mont (1610 - † 1684) : Messe en plein-chant (sic), premier ton (1669) [écouter en ligne] [notation originale en ligne]
- Marc-Antoine Charpentier (1643 - † 1704) : Messe pour Mr. Mauroy, H6 (1691 ?) [écouter en ligne] ; Messe de minuit pour Noël, H9 [écouter en ligne]

#### Musique classique
- Joseph Haydn (1732 - † 1809) : Missa in tempore belli (Paukenmesse) (messe n° 9, 1796) [écouter en ligne]
- Gioachino Rossini (1792 - † 1868) :  Petite messe solennelle (1864) [écouter en ligne]
- Gabriel Fauré (1845 - † 1924) : Requiem (1888, 1900) [écouter en ligne]

#### Musique contemporaine
- Ralph Vaughan Williams (1872 - † 1958) : Messe en sol mineur pour double chœur et solistes (1921) [écouter en ligne]
- Arvo Pärt (1935 - ) : Berliner Messe (1990) [écouter en ligne]
- Karl Jenkins (1944 - ) : L'homme armé, Messe pour la paix (1999) [écouter en ligne]

#### En dehors de l'ordinaire de la messe
Pour la même raison, il existe peu d'œuvres singulièrement consacrées au Sanctus. Nonobstant, Claudio Monteverdi composa une pièce vraiment importante sur ce sujet. Il s'agit d'une œuvre dans les Vespro della Beata Vergine (1610), en faveur des vêpres mariales. D'une part, cette œuvre vespérale est un chef-d'œuvre monumental commençant un nouveau style musical contemporaine. D'autre part, l'importance du Sanctus dans les Vespro est également indiscutable. D'abord, l'œuvre se commence selon le texte du livre d'Isaïe (Es 6,2) par deux chanteurs masculins, en tant que deux séraphins. D'après le texte de cet Ancien Testament, deux solistes chantent dramatiquement ce Sanctus composé en ancien mode. Puis, un troisième chanteur y adjoint. Maintenant, le Sanctus est chanté par ces trois artistes représentant la trinité, Père, Fils et Saint-Esprit. Donc, il s'agit d'une doxologie de l'Église selon le Nouveau Testament. La pièce respecte aisément le contexte théologique du Sanctus :     
- Claudio Monteverdi (1567 - † 1643) : Duo Seraphim (y compris Sanctus ; Vespro della Beata Vergine n° 7, 1610) [écouter en ligne] [écouter en ligne avec notation]

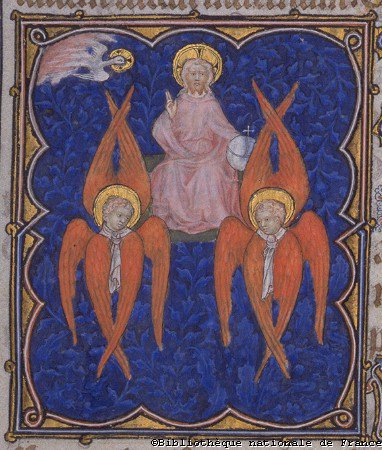
Deux séraphins dans les Horæ ad usum Parisiensem, folio 189r (avant 1390).

Au regard de l'hymne Te Deum contenant triple Sanctus, son adoption était plus ancienne que celle de l'ordinaire de la messe. Ce refrain se trouve dans la première partie de l'hymne, composée en trois parties. Comme, de nos jours, la dernière rédaction, celle de la troisième partie, est attribuée à Nicétas de Rémésiana († vers 414), les texte et mélodie (vraiment archaïque) de la première partie, y compris Sanctus, remontent plus tôt.

### Articles liés
- Missel romain
- Te Deum
- Kyrie, Gloire à Dieu, Credo (religion), Agnus Dei
- Trisagion, Media vita in morte sumus

#### Dictionnaire en ligne
- Robert Le Gall, Dictionnaire de liturgie : Sanctus
- Informations lexicographiques et étymologiques de « Sanctus »  dans le Trésor de la langue française informatisé, sur le site du Centre national de ressources textuelles et lexicales